# Campbell Field
Le Campbell Field, de son nom complet le Marv Kay Stadium at Harry D. Campbell Field, et auparavant connu sous le nom d'Athletic Park ou encore de Brooks Field, est un stade américain de football américain situé dans la ville de Golden, dans le Colorado.
Le stade, doté de 4 000 places et inauguré en 1893, appartient à la Colorado School of Mines et sert d'enceinte à domicile à l'équipe universitaire des Orediggers de la Colorado School of Mines (pour le football américain).

## Histoire
Le stade, au départ en terre battue, ouvre ses portes en février 1893, puis est inauguré quelques mois plus tard le 20 mai 1893 sous le nom d'Athletic Park à l'occasion d'une compétition d'athlétisme.
Son premier match de football a lieu le 7 octobre 1893, avec une victoire des Mines 6-0 contre les Denver Pioneers.
En 1922, le stade est rebaptisé Brooks Field, d'après Ralph D. Brooks, l'administrateur et philanthrope des Mines de l'époque.
Il sert également de stade de baseball et de soccer jusqu'en 1936.
Il est l'un des plus anciens terrains de football américain existants, le plus ancien à l'ouest du fleuve Mississippi et le plus ancien de la division II de la NCAA.